# 2017年美国联盟冠军赛
2017年美國聯盟冠軍賽 （英語：ALCS） 是美國職棒大聯盟季後賽第二輪的比賽，由美聯外卡紐約洋基和美聯西區冠軍休士頓太空人展開對決(雙方首次在美聯冠軍賽交手),最終太空人以4:3打敗洋基，奪下隊史上第一支美聯冠軍，並繼2005年，再度打進世界大賽，對上洛杉磯道奇。

## 紐約洋基對休士頓太空人
休士頓以4勝3負贏得系列賽
| 场次 | 客队   | 比分 | 主队   | 日期     | 场地           | 观众人数 |
| ---- | ------ | ---- | ------ | -------- | -------------- | -------- |
| 1    | 洋基   | 1：2 | 太空人 | 10月13日 | 美粒果公園球場 | 43,116   |
| 2    | 洋基   | 1：2 | 太空人 | 10月14日 | 美粒果公園球場 | 43,193   |
| 3    | 太空人 | 1：8 | 洋基   | 10月16日 | 新洋基體育場   | 49,373   |
| 4    | 太空人 | 4：6 | 洋基   | 10月17日 | 新洋基體育場   | 48,804   |
| 5    | 太空人 | 0：5 | 洋基   | 10月18日 | 新洋基體育場   | 49,647   |
| 6    | 洋基   | 1：7 | 太空人 | 10月20日 | 美粒果公園球場 | 43,179   |
| 7    | 洋基   | 0：4 | 太空人 | 10月21日 | 美粒果公園球場 | 43,201   |

## 逐场战况

### 10月13日 第一场
美粒果公園球場，德克薩斯州，休士頓
田中將大延續ALDS的好表現，繳出6局失2分的優質先發，但一向對付洋基頗有心得的達拉斯·凱戈更猛，主投7局僅被敲出4支安打，送出10K，完全壓制住洋基火力，奪得他在今年季後賽第2勝。
4下1出局，荷西·奧圖維率先敲安，並成功盜上二壘，Carlos Correa隨後補上1分打點安打先馳得點，並靠隊友的滾地球推進上二壘，接著Yuli Gurriel再補上1分打點安打。
其實洋基也不是沒有打敗Dallas Keuchel的機會，5上2出局一二壘有人，上一輪悶到不行的亞倫·賈吉敲出左外野安打(洋基全場唯一一支得點圈有人時打出的安打)，但Marvin Gonzalez的雷射肩讓Greg Bird死在本壘前。
9上儘管Greg Bird從Ken Giles手中轟出陽春砲，但為時已晚，只能看著8上1出局就上班的Kem Giles收下救援成功。
| 紐約洋基 | 0 | 0 | 0 | 0 | 0 | 0 | 0 | 0 | 1 | 1 | 5 | 0 |
| 休士頓太空人 | 0 | 0 | 0 | 2 | 0 | 0 | 0 | 0 | x | 2 | 6 | 1 |
| 勝投： 達拉斯·凱戈 (1–0) 敗投： 田中將大 (0–1) 救援成功： Ken Giles (1) 全壘打： 洋基：葛雷格·柏德 (9上，1分) 太空人：無 |   |   |   |   |   |   |   |   |   |   |   |   |

### 10月14日 第二场
美粒果公園球場，德克薩斯州，休士頓
洋基為了追平戰局，派出年輕王牌路易斯·賽維里諾對決賈斯丁·韋蘭德。Luis Severino表現穩健，前4局只被Carlos Correa敲出陽春砲，不過卻被強襲球打傷手腕，洋基不得讓他投完4局就下班，在第5局提前動用牛棚。
相較之下，韋大人展現出賽揚強投的本色，完投9局被敲出5安失1分，更狂發13張老K，憑一己之力就擋掉洋基4位投手。洋基的年輕強打此戰被徹底封鎖，打線也只在5上，靠著Aaron Hicks二壘安打與Todd Frazier場地規則二壘安打的串聯追平。
靠著牛棚車輪戰，洋基一路和太空人纏鬥到第9局。9下1出局，查普曼先被荷西·奧圖維打出安打，接著Carlos Correa揮出右外野再見二壘安打，幫助太空人再度以2:1獲勝。
| 紐約洋基 | 0 | 0 | 0 | 0 | 1 | 0 | 0 | 0 | 0  | 1 | 5 | 0 |
| 休士頓太空人                                                                                                 | 0 | 0 | 0 | 1 | 0 | 0 | 0 | 0 | 1x | 2 | 5 | 0 |
| 勝投： 賈斯丁·韋蘭德 (1–0) 敗投： 阿羅魯迪斯·查普曼 (0–1) 全壘打： 洋基：無 太空人：卡洛斯·柯瑞亞 (4下，1分) |   |   |   |   |   |   |   |   |    |   |   |   |

### 10月16日 第三场
新洋基體育場，紐約州，紐約市
前面已輸兩場的洋基，回到自家主場，就在2局下靠著Todd Frazier把外角低球掃出洋基球場的3分砲，讓洋基首次在系列賽取得領先，4局下，太空人在2出局後自亂陣腳，接連投出保送和觸身球，滿壘時又暴投，最後亞倫·賈吉打出季後賽第2轟，是一支3分砲。
C.C. 沙巴西亞主投6局只被擊出3支安打，送出5次三振無失分，最後洋基終場以8比1贏球，拿下系列賽首勝。
| 休士頓太空人 | 0 | 0 | 0 | 0 | 0 | 0 | 0 | 0 | 1 | 1 | 4 | 0 |
| 紐約洋基 | 0 | 3 | 0 | 5 | 0 | 0 | 0 | 0 | x | 8 | 7 | 1 |
| 勝投： C.C. 沙巴西亞 (1–0) 敗投： 查理·莫頓 (0–1) 全壘打： 太空人：無 洋基：陶德·弗雷澤 (2下，3分)、亞倫·賈吉 (4下，3分) |   |   |   |   |   |   |   |   |   |   |   |   |

### 10月17日 第四场
新洋基體育場，紐約州，紐約市
這場由洋基的桑尼·葛雷對決太空人的小蘭斯·麥考勒斯，雙方前5局都沒有得分，6局上，葛雷投出2次保送，造成滿壘，接替的大衛·羅伯森先投出三振，不過尤里斯基·古力歐打出清壘的二壘安打，一口氣得到3分。
7局下，落後4分的洋基，先靠著亞倫·賈吉的陽春砲打破鴨蛋，同時也把太空人先發麥考勒斯打下場。狄迪·葛雷格里斯隨後打出三壘安打，再靠著高飛犧牲回來得到第2分。
8局下，太空人在洋基隊二三壘有人的情況下派出終結者Ken Giles來止血，不過亞倫·賈吉打出二壘安打送回雅戈比·艾爾斯布里，蓋瑞·桑契斯再打出一支二壘安打送回超前分。
9局上，洋基終結者阿羅魯迪斯·查普曼單局投出2K，撲滅太空人反攻氣焰。洋基連續2個系列賽都輸掉前2場，但是都扳平戰局。
| 休士頓太空人 | 0 | 0 | 0 | 0 | 0 | 3 | 1 | 0 | 0 | 4 | 3 | 0 |
| 紐約洋基 | 0 | 0 | 0 | 0 | 0 | 0 | 2 | 4 | x | 6 | 8 | 3 |
| 勝投： 查德·格林 (1–0) 敗投： Ken Giles (0–1) 救援成功： 阿羅魯迪斯·查普曼 (1) 全壘打： 太空人：無 洋基：亞倫·賈吉 (7下，1分) |   |   |   |   |   |   |   |   |   |   |   |   |

### 10月18日 第五场
新洋基體育場，紐約州，紐約市
太空人派出季後賽面對田中將大2勝0敗的達拉斯·凱戈先發，不過田中這場表現比前一次先發更出色，7局只被擊出3支安打並投出8次三振。
洋基雖然沒有攻下大局，但是2、3、5局都有得分，第5局蓋瑞·桑契斯和Didi Gregorius的連續安打更打回兩分，也把達拉斯·凱戈打退場。
7局下，蓋瑞·桑契斯打出季後賽第3支全壘打，讓洋基首次達成有4位球員在季後賽打出3支全壘打的紀錄（賈吉、Sanchez、Gregorius、Bird）。
洋基連兩個系列賽先輸兩場，但是接連贏了三場，今年季後賽主場勝率持續維持100%。
| 休士頓太空人                                                                                    | 0 | 0 | 0 | 0 | 0 | 0 | 0 | 0 | 0 | 0 | 4  | 1 |
| 紐約洋基                                                                                        | 0 | 1 | 1 | 0 | 2 | 0 | 1 | 0 | x | 5 | 10 | 1 |
| 勝投： 田中將大 (1–1) 敗投： 達拉斯·凱戈 (1–1) 全壘打： 太空人：無 洋基：蓋瑞·桑契斯 (7下，1分) |   |   |   |   |   |   |   |   |   |   |    |   |

### 10月20日 第六场
美粒果公園球場，德克薩斯州，休士頓
主場3連勝，又在前一戰扳倒Dallas Keuchel的洋基，讓Luis Severino再戰Justin Verlander，希望直接胡牌，但韋大人今年上場就是太空人的勝利保證，加上過去主投過4場輸了就提前放寒假的比賽，ERA還不到1.5。
果不其然，Justin Verlander又是一場好投，儘管這次不是完投，但也沒這個必要，因為在紐約非常悶的太空人暴力打線，一回家馬上爆發，先在5下趁Luis Severino遇到亂流時打下3分，再在8下補上4分，不僅讓亞倫·賈吉的陽春砲成為空包彈，更一舉打爆洋基牛棚大將大衛·羅伯森。終場太空人7:1拿下勝利，把戰線逼入G7殊死戰。
| 紐約洋基 | 0 | 0 | 0 | 0 | 0 | 0 | 0 | 1 | 0 | 1 | 7 | 1 |
| 休士頓太空人 | 0 | 0 | 0 | 0 | 3 | 0 | 0 | 4 | X | 7 | 8 | 0 |
| 勝投： 賈斯丁·韋蘭德 (2–0) 敗投： 路易斯·賽維里諾 (0–1) 全壘打： 洋基：亞倫·賈吉 (8上，1分) 太空人：荷西·奧圖維 (8下，1分) |   |   |   |   |   |   |   |   |   |   |   |   |

### 10月21日 第七场
美粒果公園球場，德克薩斯州，休士頓
Win or go home?洋基推出沙場老將C·C·沙巴西亞，再次對決查理·莫頓，但前一輪殊死戰表現亮眼的沙胖，這場表現不太理想，在4下被陽春砲狙擊後，又形成1出局、一二壘有跑者的局面，逼得洋基不得不提早啟動牛棚。
到了5下1出局，在荷西·奧圖維打出陽春砲帶動下，太空人再次痛擊洋基牛棚，再補進3分，然後從第6局開始交給G4表現出色的先發投手小蘭斯·麥考勒斯接手，讓他吃完最後4局。隨著葛雷格·柏德中外野飛球被接殺，太空人以4:0完封洋基，搶下隊史轉入美聯後的第1個美聯冠軍。
| 紐約洋基 | 0 | 0 | 0 | 0 | 0 | 0 | 0 | 0 | 0 | 0 | 3  | 0 |
| 休士頓太空人 | 0 | 0 | 0 | 1 | 3 | 0 | 0 | 0 | 0 | 4 | 10 | 0 |
| 勝投： 查理·莫頓（1-1） 敗投： C·C·沙巴西亞（1-1） 救援成功： 小蘭斯·麥考勒斯 (1) 全壘打： 洋基：無 太空人：Evan Gattis (4下，1分)；荷西·奧圖維 (5下，1分) |   |   |   |   |   |   |   |   |   |   |    |   |